# Bulbophyllum shweliense
Bulbophyllum shweliense là một loài phong lan thuộc chi Bulbophyllum.